# Bulbophyllum toppingii
Bulbophyllum toppingii är en orkidéart som beskrevs av Oakes Ames. Bulbophyllum toppingii ingår i släktet Bulbophyllum och familjen orkidéer. Inga underarter finns listade i Catalogue of Life.